# Primavera (Botticelli)

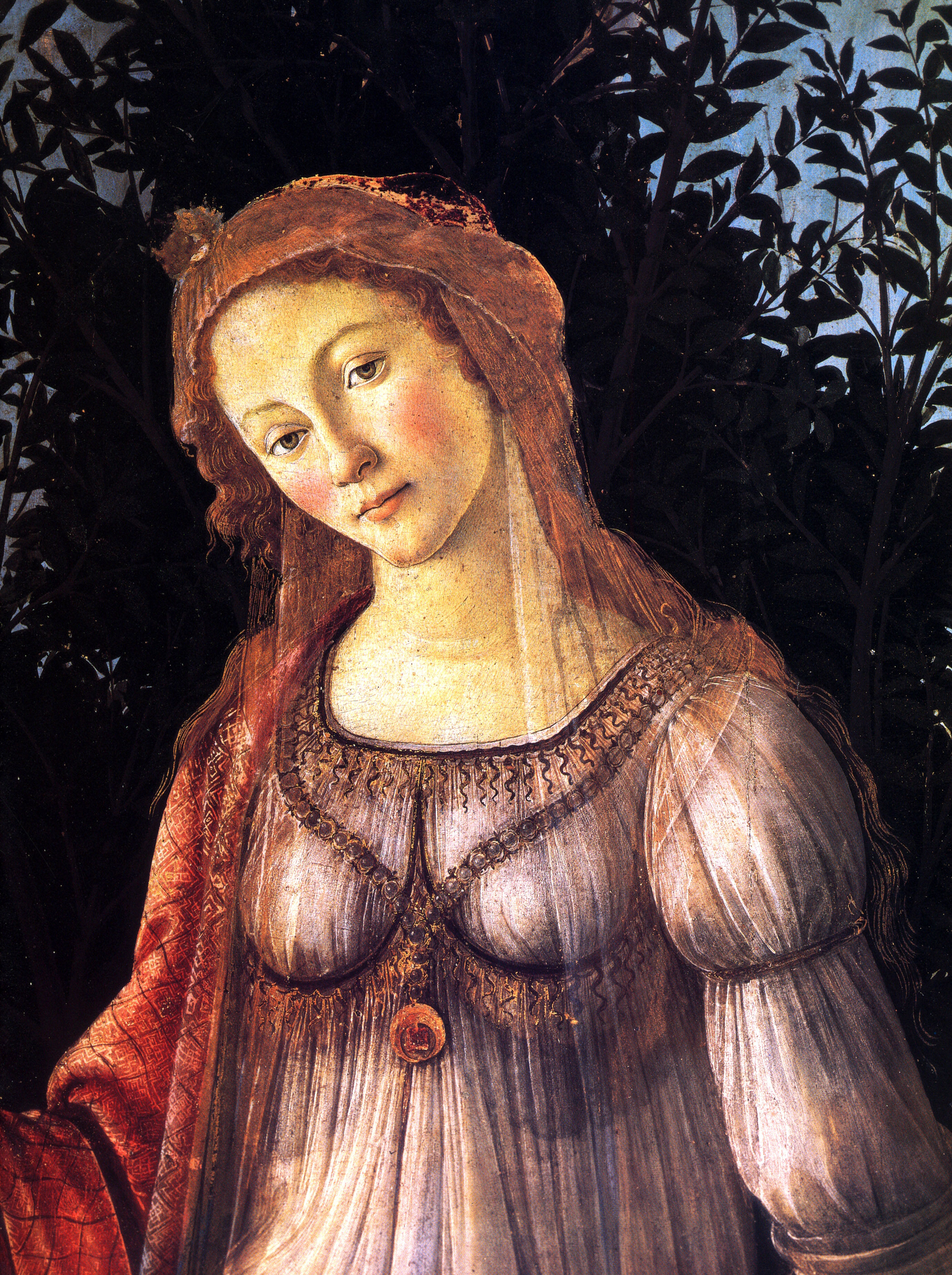
Venus

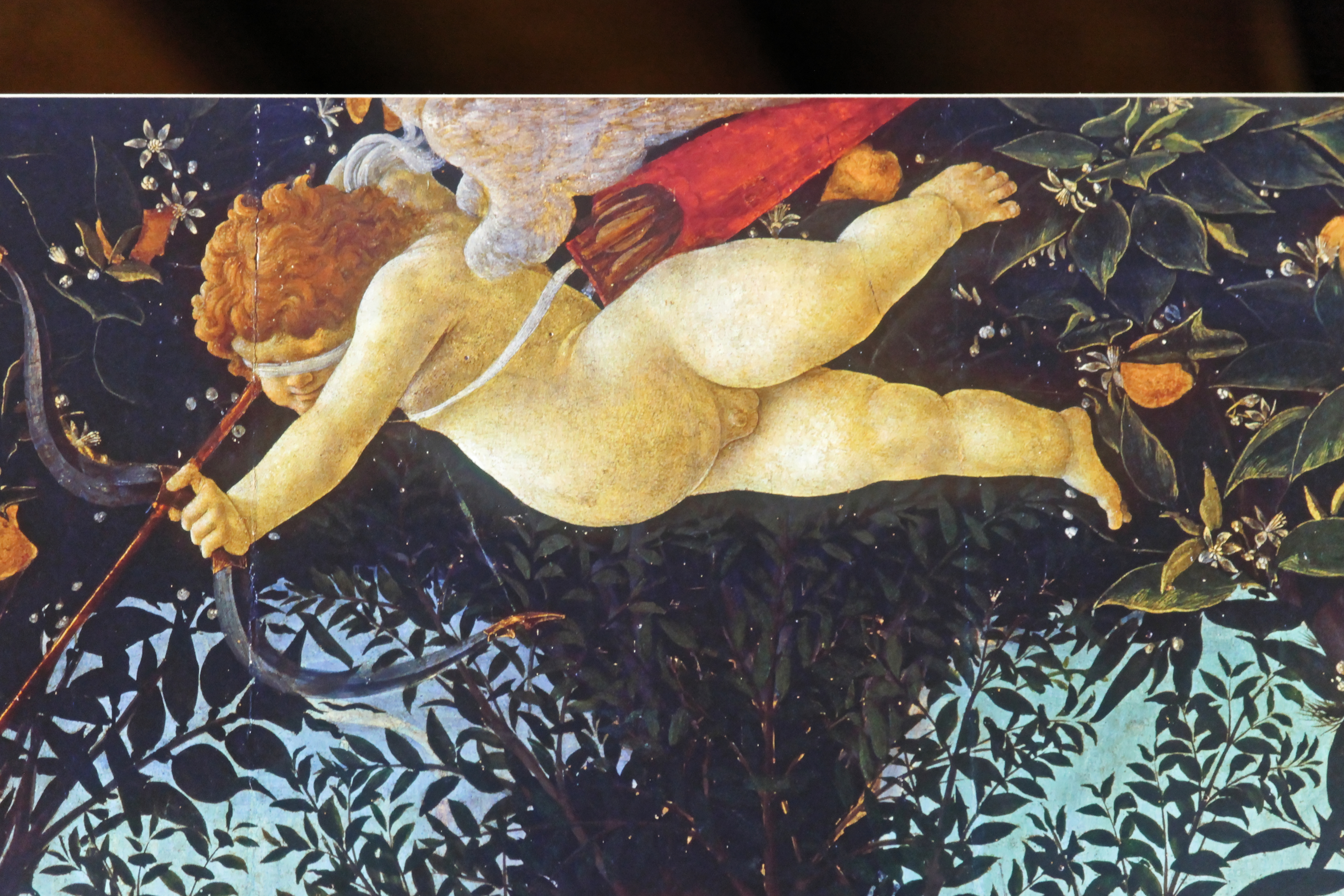
Amor

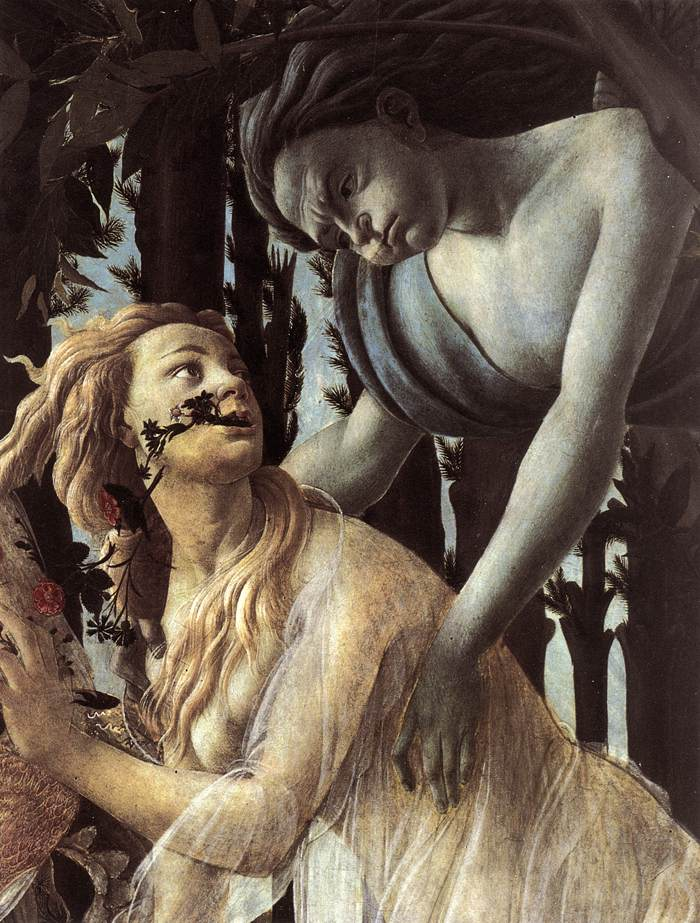
Chloris und Zephyr

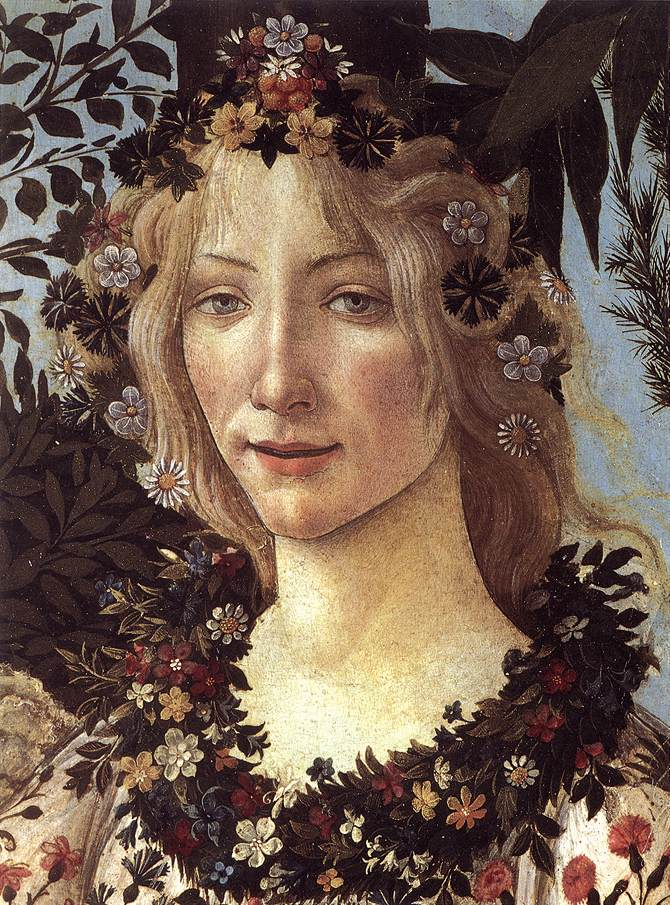
Flora

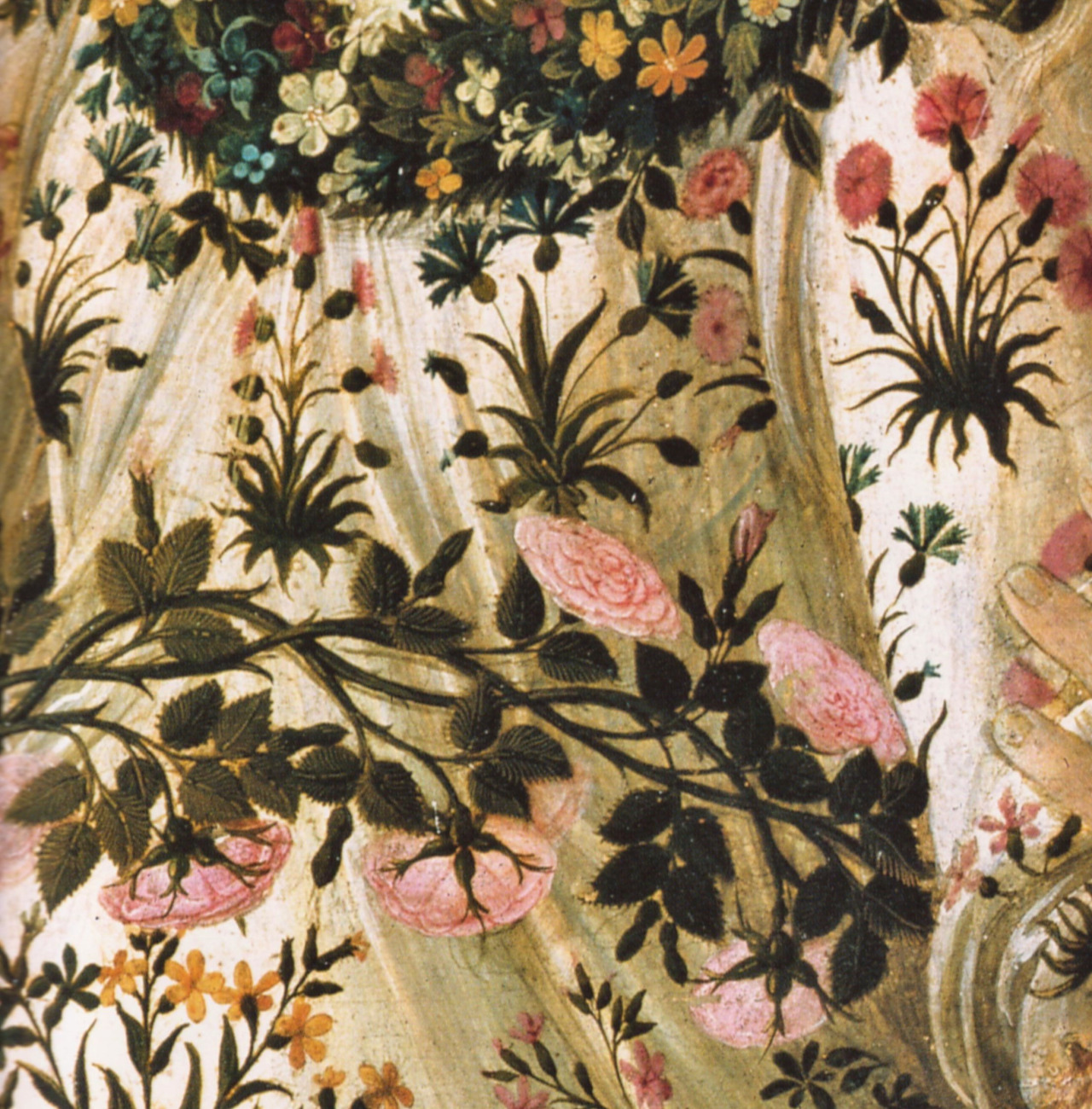
Floras Kleid

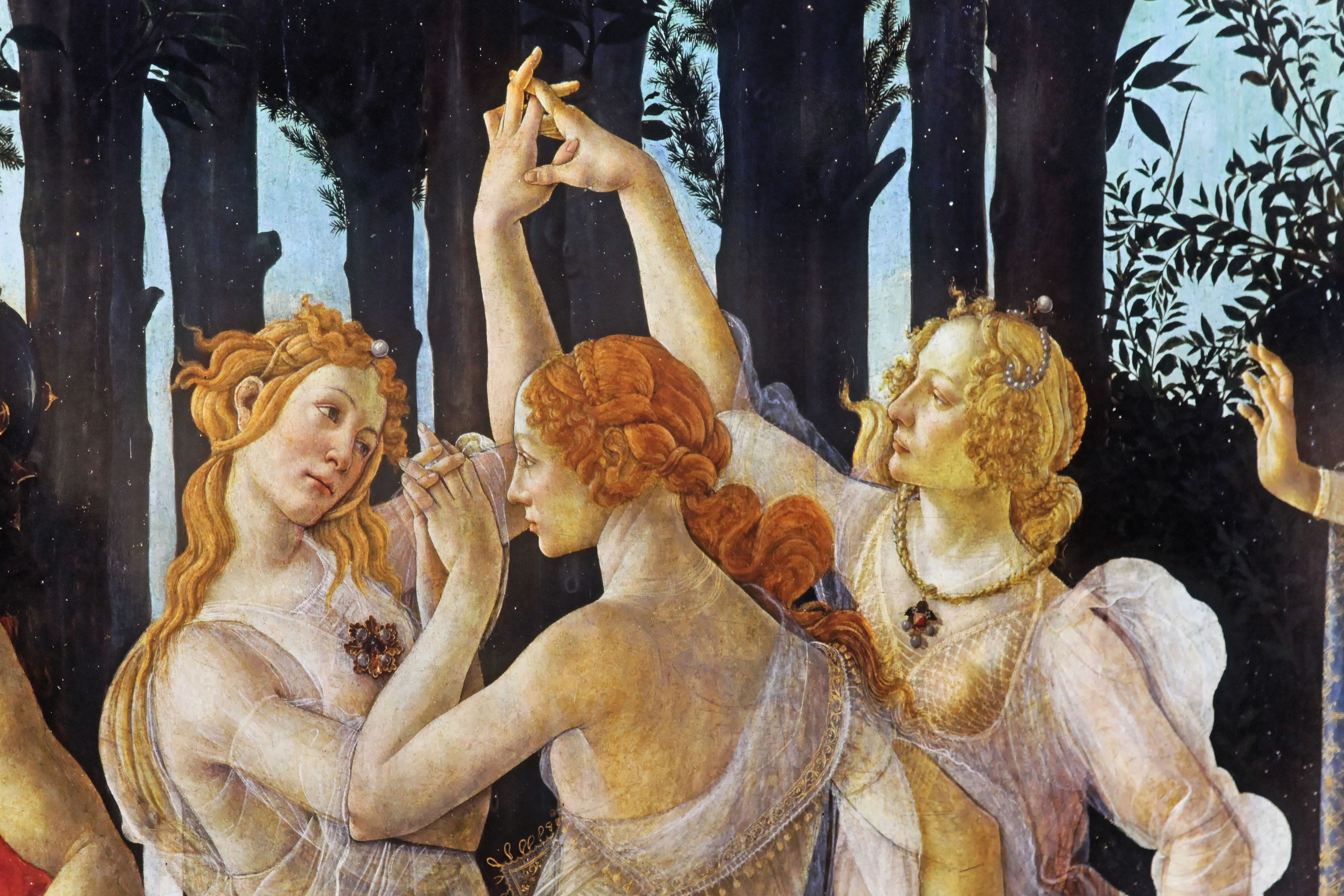
Drei Grazien

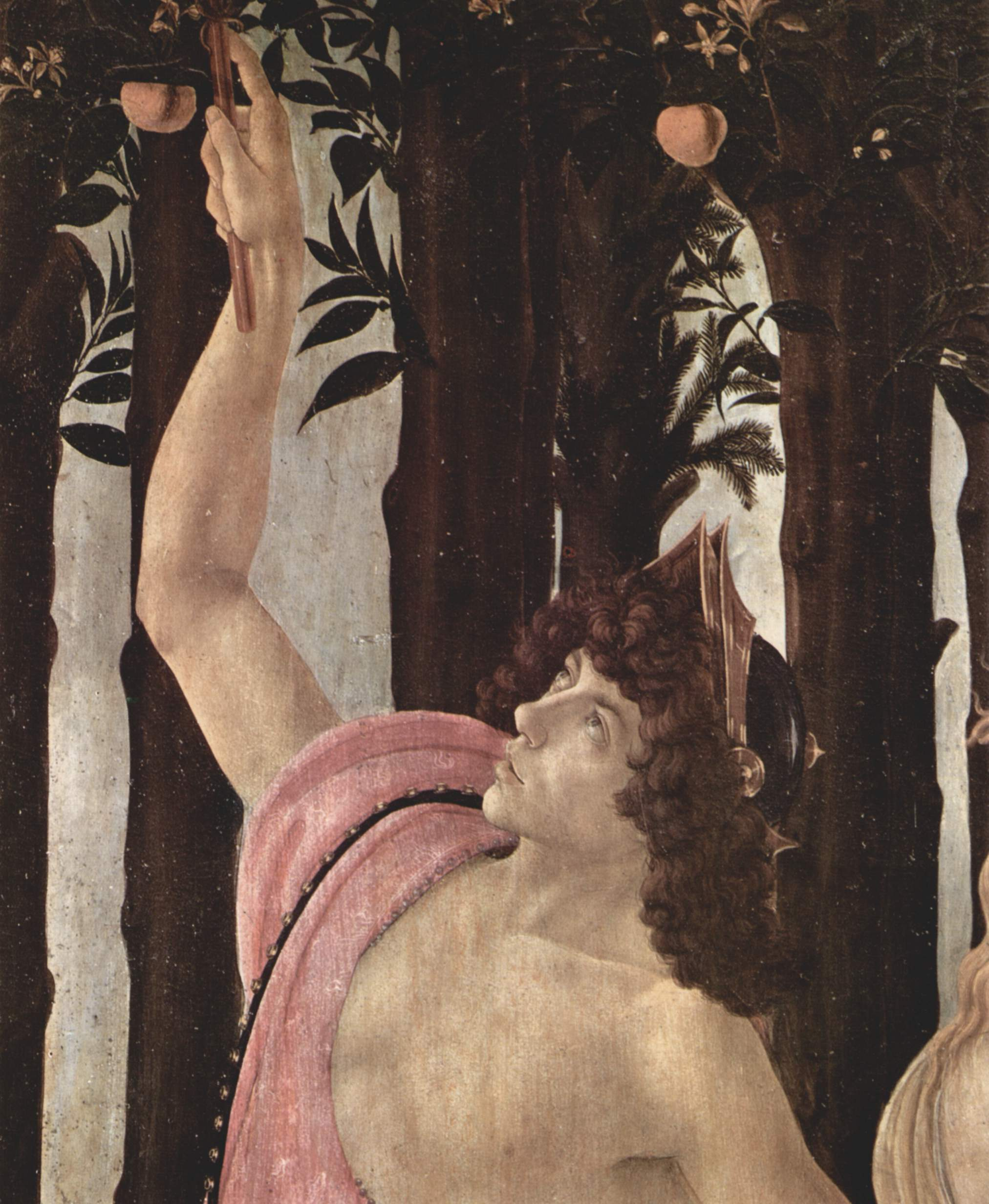
Merkur

 Primavera ([ˌprimaˈveːra] Frühling) ist ein Gemälde des italienischen Renaissancemalers Sandro Botticelli. Das Bild gehört zu den bekanntesten und am häufigsten reproduzierten Werken der abendländischen Kunst. Die Bedeutung des Bildes, seine Funktion in der dynastischen und Kulturpolitik der Medici, hat im Laufe der Zeit unterschiedliche Interpretationen erfahren und gilt bisher in der Kunstwissenschaft als nicht überzeugend geklärt. Botticelli widmete sich häufig allegorischer Themen, die am Hof der Medici sehr beliebt waren und heute einer Deutung bedürfen.

## Historische und literarische Quellen
Der italienische Kunsthistoriker Giorgio Vasari erwähnt in seinen  – nicht immer zuverlässigen – Viten von 1550 ein Gemälde Botticellis im Landhaus Castello des toskanischen Großherzogs Cosimo de’ Medici mit einer „Venus, die von den Grazien mit Frühlingsblumen bekränzt wird.“ Die darauf basierende Annahme, das Bild gehöre zur Ausstattung dieses Landhauses, wurde erst durch die 1975 veröffentlichten Quellen verworfen, die das Bild übereinstimmend als Ausstattung eines  Stadtpalastes einer älteren Generation der Medici in Florenz nachwiesen. Es befand sich in einem Zimmer neben der „camera terrena“ des  Lorenzo il Popolano, das Zimmer ausgestattet mit einem Sofa, wohl das Schlafzimmer von Lorenzos Ehefrau, Semiramide Appiani war. Es war mit Bildern ausgestattet, die die unterschiedlichen Rollen und Tugenden von Mann und Frau zum Thema hatten.
Als erster wies Aby Warburg, der Begründer der Ikonologie, also der Wissenschaft von der Deutung von Bildinhalten, in seiner Straßburger Dissertation von 1893 antike Autoren als literarische Quellen zu dem Bild nach. Neben den Fasti des Ovid, den Oden des Horaz, der Aeneis des Vergil und der De rerum natura des Lukrez wurden auch Texte zeitgenössischer Autoren, wie Alberti und Poliziano in Bezug genommen, die zur Entschlüsselung des Bildes dienen.
Warburg hat folgende Theorie zur Bedeutung des Bildes aufgestellt: Thema ist die „Herrschaft der Venus“. Zephyr, der Gott des Westwindes ganz rechts im Bild, verfolgt Flora, die römische Göttin der Pflanzen. Alles, was sie berührt, wird zu Pflanzen, so auch links neben ihr die Göttin des Frühlings, die gerade dabei ist, Blumen auszustreuen. Im Mittelpunkt steht die Venus, die Göttin der Liebe, die den Betrachter mit der Geste ihrer Hand und mit ihrem Blick in ihr Reich einlädt. Darüber schwebt Amor, der gerade den Bogen spannt in Richtung auf die drei Grazien, die in einem Frühlingsreigen verbunden sind. Ganz links steht Merkur, der in einer symbolischen Geste die angedeuteten Wolken beiseiteschiebt. Nach dieser Deutung Aby Warburgs wäre das Bild also eine Glorifizierung der erotischen Liebe.

## Beschreibung
Das großformatige Bild zeigt vor einem Orangenhain eine nebeneinander aufgereihte Gruppe von acht Personen mit einem blinden Amor über der mittleren Figur, der dabei ist, einen Pfeil abzuschießen. Amor ist der ständige Begleiter der Liebesgöttin Venus.  Diese, in dem Bild in zentraler Position, ist  aus der Reihe ein wenig zurückgetreten. Sie trägt ein leichtes weißes Kleid und einen roten Mantel, den sie sich über die rechte Schulter und den erhobenen Arm geworfen hat. Zu ihrer Linken schreitet Flora über die Wiese und streut Rosen. Neben ihr stürzt sich ein bläulicher Mann mit wehenden Tüchern auf eine junge Frau, die sich ihm zwar zuwendet, aber gleichzeitig vor dem Heranstürmenden flieht. Aus ihrem Mund kommen Rosenblüten. Der Mann ist an seinen aufgeblasenen Wangen als Windgott Zephyr zu erkennen, der im Begriff ist, die Nymphe Chloris zu ergreifen. Bei Ovid heißt es:
... während sie sprach, haucht sie Frühlingsrosen aus ihrem Munde: Chloris war ich, die ich [jetzt] Flora genannt werde. .. und Es war Frühling, ich irrte umher; Zephyrus erblickte mich, ich ging weg. Er folgte, ich fliehe, jener war stärker [...] Die Gewalttat dennoch machte er wieder gut dadurch, dass er mir den Namen der Gattin gab, und in meiner Ehe gibt es keinen Grund zur Klage. Stets genieße ich den Frühling, stets ist üppig blühend die Jahreszeit, die Bäume haben Laub und Nahrung stets der Erdboden.
In Ovids Gedicht hat Zephyr die Nymphe mit Gewalt erobert, sie dann zu seiner Gattin gemacht. Erst durch die Vereinigung der beiden ist das üppige Blühen und Früchtetragen der Feldflur, Mitgift der Nymphe, gesichert. In einem mit Blüten übersäten Kleid und mit Blumen bekränzt schreitet die in die Frühlingsgöttin Flora verwandelte Nymphe und streut Rosen aus ihrem geschürzten Gewand in die Blumenwiese.
Auf der rechten Seite der Venus tanzen drei in leichte Schleier gehüllte Frauen einen Reigen – es sind die drei Grazien, Sinnbild für weibliche Anmut und Schönheit, die vor allem in Bildern der Renaissance häufig als Begleiterinnen der Venus auftreten. Am linken äußeren Rand des Bildes vertreibt Merkur als Wächter des Gartens der Venus mit seinem Stab, dem Caduceus, aufziehende Wolken, um den ewigen Frühling zu gewährleisten.

## Interpretationen
Das Bild hat Anlass zu unterschiedlichen und widersprüchlichen Deutungen gegeben, deren Begründungen nicht immer stichhaltig oder auch nur befriedigend sind und in der Folge nur lückenhaft skizziert werden.
Kunsthistoriker der Warburg-Schule wie Edgar Wind und Ernst Gombrich sehen in dem Bild einen Niederschlag neuplatonischer Philosophie, wie sie am Hof Cosimos unter anderem durch Marsilio Ficino gelehrt wurde. Bei Ficino ist die Liebe eine elementare Triebkraft des Menschen; sie ist aber auch die Kraft, die die materielle Welt in eine geistige Welt der Ideen verwandeln kann. Sie weckt die sinnlichen Leidenschaften, die sie jedoch zu Humanität und universeller Harmonie sublimieren kann. In diesem Kontext ist die eher seltene Darstellung einer bekleideten Venus zu sehen. Die drei Grazien werden hier zur Verkörperung der selbstlosen Liebe –  im Sinne Senecas als liberalitas – als Geben, Empfangen und Erwidern von Wohltaten.
Charles Dempsey sieht in dem Bild eine Symbolisierung des Frühlings, wobei Zephyr, Chloris und Flora den stürmischen Frühlingsmonat März personifizieren, Venus, Amor und die Grazien den April und Merkur den Mai. Maia war die Mutter des Gottes, und laut Ovid ist der Name dieses Monats von Maia abgeleitet.
Andere Interpreten deuten das Bild als christliche Allegorie, wobei die drei Grazien als die christlichen Tugenden Glaube, Hoffnung und Liebe interpretiert werden oder als bildliche Übersetzung des Gesangs 28-31 aus dem Purgatorium der göttlichen Komödie Dantes. Die zentrale Figur stellt nach dieser Auffassung Dantes Beatrice dar, die Frau im Blütenkleid Eva, Zephyr den Satan und Merkur den Adam, der nach den verbotenen Früchten des Paradieses greift.Ref?
Nach neueren Studien könnte es sich auch um den Zyklus der Jahreszeiten mit den Monaten ab Februar rechts in Gestalt des Zephyr bis September links als Merkur handeln.Ref?
Andere sehen in der Mittelfigur Isis oder Persephone dargestellt.
Außerdem gibt es eine Reihe von astrologischen Interpretationen, die auf komplizierten astronomischen Berechnung über den Stand der Gestirne zum Zeitpunkt der Entstehung des Bildes beruhen und sich dabei auf die Vorliebe für astrologische Spekulationen am Hof der Medici und in der Renaissance überhaupt berufen.Ref?
Nach der Interpretation von Frank Zöllner gehört das Bild zum Genre der Hochzeitsbilder, die an den Höfen der Renaissance häufig aus derartigen Anlässen in Auftrag gegeben wurden. Lorenzo il Popolano war 1483 an die minderjährige und verwaiste Semiramide Appiani, Tochter des Jacopo III. von Piombino, verheiratet worden.
Für diese These als Schlüssel zur Primavera sprechen im Bild eine Reihe von Indizien: Die bekleidete Venus verkörpert hier nicht sinnliche Leidenschaft, sondern in der Ehe gebändigte und im Fortbestand der Familie erfüllte Sexualität. Die Myrtenzweige, die in dem nimbusartigen Halsausschnitt um den Kopf der Venus deutlich zu erkennen sind, sind sowohl Symbole für Jungfräulichkeit als auch für die Ehe. Die unfreiwillig zustande gekommene Ehe zwischen Zephyr und Chloris endete, nach Ovid, zur Zufriedenheit aller Beteiligten. Über dem Paar breitet sich ein Lorbeer – laurus nobilis –  aus, eine dem zeitgenössischen Betrachter vertraute Anspielung auf den Namen Lorenzo, ebenso wie man die Orangen damals unschwer als Imprese der Medici lesen konnte. Auf Botticellis Bild beginnen die Orangenbäume, die reichlich Blüten und Früchte tragen, erst nach der Szene der gewaltsamen Eroberung der Nymphe durch Zephyr, Hinweis und Wunsch auf reiche Nachkommenschaft bei dem Hochzeitspaar. Die Grazien, in dieser Interpretation Symbole für weibliche Schönheit und Tugend, weisen auf das von der Braut erwartete tugendhafte Leben hin und Merkur, der die Wolken vertreibt, wacht über das Wohlbefinden des Hauses, das heißt des Hauses Medici. Eine weitere Anspielung auf das Brautpaar ergibt sich aus der Darstellung von Sergiusz Michalski, der in der Figur der Venus die Braut selbst, Semiramide Appiani, porträtiert sieht.
In die Figur des Blumen streuenden Frühlings rechts von der Venus hat Botticelli nach älterer und jüngst wieder vertretener Auffassung möglicherweise die Gestalt der früh verstorbenen Simonetta Vespucci gekleidet. Simonetta, die Verehrte von Giuliano, des Bruders Lorenzo des Prächtigen, und die einzige Frau, die jemals in Zusammenhang mit Botticelli genannt wurde, kam bezeichnenderweise in der Stadt Porto Venere zur Welt, wörtlich übersetzt im „Hafen der Venus“, wo nach altem Glauben die Göttin der Schönheit erstmals italienischen Boden betrat.

## Rezeption
Unter anderem Frank Zöllner sieht im Zusammenspiel der Primavera mit dem ursprünglich links davon hängenden Botticelli-Gemälde Camilla und der Kentaur eine klischeehafte Widerspiegelung realer zeitgenössischer Geschlechterrollen. „Gleichzeitig aber weisen sie, wie etwa die Rezeptionsgeschichte der beiden Bilder lehrt, über die damalige Wirklichkeit hinaus.“
René Magritte integrierte  die Figur der Flora in sein Bild Le bouquet tout fait von 1956, eine Gouache im Format 46 × 34 cm, das sich heute in einer privaten Sammlung befindet.
Der Komponist Ottorino Respighi schrieb 1927 sein dreiteiliges Werk Trittico Botticelliano („Botticelli-Triptychon“), in dem er neben Die Geburt der Venus und Anbetung der Heiligen Drei Könige auch Primavera als Orchesterstück vertonte.